# Massimo Oberti
Massimo "Max" Edoardo Luigi Oberti (Genova, 22 giugno 1901 – Genova, 6 gennaio 1972) è stato un velista italiano.

## Biografia
Nato nel 1901 a Genova, era fratello gemello di Giuliano Oberti, anche lui velista, partecipante, insieme a lui, alle Olimpiadi di Amsterdam 1928 e Berlino 1936.
A 27 anni partecipò ai Giochi olimpici di Amsterdam 1928, nei 6 metri, insieme al fratello Giuliano, Francesco Cameli, Giacomo Tarsis e Giovanni Reggio come timoniere, arrivando 10º sulla barca Twins II.
Otto anni dopo, a 35 anni, prese parte di nuovo alle Olimpiadi, quelle di Berlino 1936, nei 6 metri, insieme al fratello Giuliano, Giovanni Stampa, Giuseppe Volpi e Renato Cosentino come timoniere, terminando quinto sulla barca Esperia con 50 punti.
Tornò ai Giochi 20 anni dopo, a Melbourne 1956, nei 5,5 metri, come timoniere, insieme ad Antonio Carattino, Antonio Cosentino e Carlo Spirito, chiudendo settimo sulla barca Twins VIII con 1677 punti. Nell'occasione, con i suoi 55 anni, fu l'atleta più anziano della spedizione italiana ai Giochi olimpici australiani. 
L'anno prima, nel 1955, sull'imbarcazione Twins VII, aveva vinto la Scandinavian Gold Cup nei 5,5 metri a Sandhamn, in Svezia.
Morì nel 1972, a 70 anni.